# Нобелевские лауреаты из Бельгии
Но́белевская пре́мия (швед. Nobelpriset, англ. Nobel Prize) — престижная международная премия, ежегодно присуждаемая людям за выдающиеся научные исследования, революционные изобретения или крупный вклад в культуру, или развитие общества в областях химии, физики, физиологии и медицины, экономики, литературы и мира. Каждый нобелевский лауреат получает золотую медаль, диплом и денежную сумму, ежегодно определяемую Фондом Альфреда Нобеля. В список включены лауреаты, которые на момент вручения премии имели подданство королевства Бельгия или были выходцами из него. Первым лауреатом стал Институт международного права, получивший премию мира в 1904 году, а последним — барон Франсуа Энглер, лауреат 2013 года по физике.
Нобелевские премии присуждают четыре учреждения: Шведская королевская академия наук (химия, физика и экономика), Шведская академия (литература), Нобелевская ассамблея Королевского института (физиология и медицина) и Норвежский Нобелевский комитет (премия мира). Каждый год соответствующие Нобелевские комитеты рассылают индивидуальные приглашения тысячам учёных, академиков и профессоров университетов из разных стран с просьбой выдвинуть кандидатов на получение Нобелевских премий на следующий год. Кандидаты отбираются таким образом, чтобы в числе номинантов было представлено как можно больше стран и университетов. Нобелевские премии, за исключением премии мира, вручаются в Стокгольме (Швеция) на ежегодной церемонии вручения премий в годовщину смерти Нобеля — 10 декабря. Церемония вручения премий в Швеции проходит в Стокгольмском концертном зале, а сразу после неё в Стокгольмской ратуше проводят Нобелевский банкет. Ранее церемония вручения Нобелевской премии мира проводилась в Норвежском Нобелевском институте (1905—1946) и в актовом зале университета города Осло (1947—1989), а с 1990 года по настоящее время проводится в столичной городской ратуше. Кульминацией церемонии вручения Нобелевской премии в Стокгольме становится момент, когда каждый лауреат выходит вперёд и получает премию из рук короля Швеции. В Осло председатель Норвежского Нобелевского комитета вручает Нобелевскую премию мира в присутствии короля Норвегии и норвежской королевской семьи.
Премия впервые была учреждена в 1901 году, и по состоянию на 2024 год Нобелевскую премию получили 10 подданных королевства Бельгия и одна международная организация: по одной в областях литературы, физики и химии, четыре по физиологии и медицине и четыре премий мира. Список лауреатов из Бельгии составлен по материалам официальных документов Нобелевского комитета, а в качестве национального рассматривается во многих бельгийских источниках.

## Лауреаты
| №  | Год  | Портрет                       | Лауреат | Область               | Обоснование награды | Примечание                                                                          | Ист.   |
| -- | ---- | ----------------------------- | --- | --------------------- | --- | ----------------------------------------------------------------------------------- | ------ |
| 1  | 1904 | Институт международного права | Институт международного права (осн. 1873) фр. Institut de Droit International                                            | Мир                   | За стремление в области публичного права развивать мирные связи между народами и сделать законы войны более гуманными Оригинальный текст (англ.)For its striving in public law to develop peaceful ties between nations and to make the laws of war more humane | [ ~ 1 ]                                                                             | [ 3 ]  |
| 2  | 1909 | Огюст Беернарт                | Огюст Мари Франсуа Беернарт (1829—1912) фр. Auguste Marie François Beernaert                                             | Мир                   | За выдающееся мнение в международном движении за мир и арбитраж Оригинальный текст (англ.)For their prominent position in the international movement for peace and arbitration | Премия получена совместно с Полем Анри Бенжаменом Баллуэтом д’Этурнель де Констаном | [ 14 ] |
| 3  | 1911 |                               | граф Морис Полидор Мари Бернар Метерлинк (1862—1949) фр. Maurice Polydore Marie Bernard Maeterlinck                      | Литература            | За многогранную литературную деятельность, и особенно его драматические произведения, которые отличаются богатством воображения и поэтической фантазией, раскрывающей, иногда под видом сказки, глубокое вдохновение, в то время как таинственным образом они обращаются к собственным чувствам читателей и стимулируют их воображение Оригинальный текст (англ.)In appreciation of his many-sided literary activities, and especially of his dramatic works, which are distinguished by a wealth of imagination and by a poetic fancy, which reveals, sometimes in the guise of a fairy tale, a deep inspiration, while in a mysterious way they appeal to the readers' own feelings and stimulate their imaginations | [ ~ 4 ]                                                                             | [ 17 ] |
| 4  | 1913 | Анри Лафонтен                 | Анри Мари Лафонтен (1854—1943) фр. Henri Marie La Fontaine                                                               | Мир                   | За беспрецедентный вклад в организацию мирного интернационализма Оригинальный текст (англ.)For his unparalleled contribution to the organization of peaceful internationalism | —                                                                                   | [ 18 ] |
| 5  | 1919 | Жюль Борде                    | Жюль Жан-Батист Венсан Борде (1870—1961) фр. Jules Jean Baptiste Vincent Bordet                                          | Физиология и медицина | За открытия, связанные с иммунитетом Оригинальный текст (англ.)For his discoveries relating to immunity | —                                                                                   | [ 19 ] |
| 6  | 1938 | Корней Хейманс                | Корней Жан Франсуа Хейманс (1892—1968) фр. Corneille Jean François Heymans                                               | Физиология и медицина | За открытие роли синусного и аортального механизмов в регуляции дыхания Оригинальный текст (англ.)For the discovery of the role played by the sinus and aortic mechanisms in the regulation of respiration | [ ~ 5 ]                                                                             | [ 20 ] |
| 7  | 1958 | Жорж Пир                      | Доминик Пир (1910—1969) фр. Dominique Pire урожд. Жорж Шарль Клеман Гислен Пир фр. Georges Charles Clément Ghislain Pire | Мир                   | За усилия, направленные на то, чтобы помочь беженцам покинуть свои лагеря и вернуться к жизни в условиях свободы и достоинства Оригинальный текст (англ.)For his efforts to help refugees to leave their camps and return to a life of freedom and dignity | [ ~ 6 ]                                                                             | [ 22 ] |
| 8  | 1974 | Альбер Клод                   | Альбер Клод (1899—1983) фр. Albert Claude                                                                                | Физиология и медицина | За открытия, касающиеся структурной и функциональной организации клетки Оригинальный текст (англ.)For their discoveries concerning the structural and functional organization of the cell | Премия получена совместно с Джорджем Паладе                                         | [ 25 ] |
| 9  | 1974 | Кристиан де Дюв               | виконт Кристиан Рене Мари Жозеф де Дюв (1917—2013) фр. Christian René Marie Joseph de Duve                               | Физиология и медицина | За открытия, касающиеся структурной и функциональной организации клетки Оригинальный текст (англ.)For their discoveries concerning the structural and functional organization of the cell | Премия получена совместно с Джорджем Паладе                                         | [ 25 ] |
| 10 | 1977 | Илья Пригожин                 | Илья Романович Пригожин (1917—2003) урожд. Илья Рувимович Пригожин фр. Ilya Prigogine                                    | Химия                 | За работы по термодинамике необратимых процессов, особенно за теорию диссипативных структур Оригинальный текст (англ.)For his contributions to non-equilibrium thermodynamics, particularly the theory of dissipative structures | [ ~ 10 ]                                                                            | [ 28 ] |
| 11 | 2013 | Франсуа Энглер                | барон Франсуа Энглер (род. 1932) фр. François Englert                                                                    | Физика                | За теоретическое обнаружение механизма, который помогает нам понять происхождение массы субатомных частиц, подтверждённого в последнее время обнаружением предсказанной элементарной частицы в экспериментах ATLAS и CMS на Большом адронном коллайдере в ЦЕРН Оригинальный текст (англ.)For the theoretical discovery of a mechanism that contributes to our understanding of the origin of mass of subatomic particles, and which recently was confirmed through the discovery of the predicted fundamental particle, by the ATLAS and CMS experiments at CERN's Large Hadron Collider | Премия получена совместно с Питером Хиггсом                                         | [ 4 ]  |